# Кропотов, Андрей Семёнович
Андрей Семёнович Кропотов (? — после 1736) — русский военачальник, командир полка в чине полковника.
Сын стольника; брат полковника Г. С. Кропотова. В 1702 году был записан драгуном в Троицкий драгунский полк, которым командовал его отец — полковник Семён Иванович Кропотов. В 1704 году по указу Петра I был пожалован чином поручика в том же полку. 
В составе отряда графа Б. П. Шереметьева участвовал в штурме Юрьева (12 июля 1704 года) и в неудачном деле под Мур-Мызой (15 июля 1705 года). В 1705 году был в команде драгунского Бауэра полка подполковника Александра Юстовича Ифланта в походе в Литву. 18 октября 1706 года участвовал в поражении союзной русско-саксонской армией шведских войск генерала Марденфельда под Калишем. 
В 1706 году был произведён в капитаны и командирован с полковником Кропотовым на Дон против «изменников казаков донских». В 1708 году был переведён из Азовского драгунского полка в Новотроицкий. В этом же году пожалован в майоры и 1 января 1709 года с гренадерской ротой Новотроицкого драгунского полка был переведён в Конно-гренадерский Кропотова полк. Участвовал в Полтавской битве (27 июня 1709 года), в поражении поляков под Одолянами (октябрь 1709 года) и в Прутском походе против турок 1711 года; 7 августа 1711 года был произведён в подполковники и переведён в Конно-гренадерский фон-дер-Роопа полк. 
21 февраля 1727 года был произведён в полковники и назначен командиром Драгунского фон-дер-Роопа (с 11 ноября 1727 года — Выборгский драгунский) полка. С 15 декабря 1731 года состоял в полку сверх штата. 24 мая 1732 года по прошению был назначен командиром Рижского драгунского полка; 1 сентября 1736 года отставлен от военной службы с переименованием в статские советники.